# Chris Finlayson
Christopher Francis Finlayson QC (sinh năm 1956) là một luật sư người New Zealand và là cựu thành viên của Quốc hội, đại diện cho Đảng Quốc gia. Từ ngày 19 tháng 11 năm 2008 đến ngày 26 tháng 10 năm 2017, ông là một bộ trưởng nội các. Ông là Tổng Chưởng lý, Bộ trưởng Hiệp ước đàm phán Waitangi và, trong một thời gian ngắn hơn, Bộ trưởng Bộ Văn hóa và Di sản. Vào ngày 6 tháng 10 năm 2014, Finlayson cũng nhận trách nhiệm về các danh mục bộ trưởng của Bộ trưởng chịu trách nhiệm cho Cục An ninh Truyền thông Chính phủ và Bộ trưởng Phụ trách Dịch vụ Tình báo An ninh New Zealand, hai cơ quan tình báo chính của New Zealand. Ông rời quốc hội và chính trị vào tháng 1 năm 2019.

## Tuổi thơ
Finlayson lớn lên ở vùng ngoại ô Khandallah của Wellington; ông có ba anh chị em.
Ông theo học trường Convent của St Benedict, và St. Patrick's College. Ông tốt nghiệp cử nhân BA tiếng Latin và tiếng Pháp và bằng LLM tại Đại học Victoria Wellington.
Finlayson đã tham gia rất nhiều vào cộng đồng nghệ thuật. Ông đã chủ trì Hội đồng nghệ thuật của Creative New Zealand từ năm 1998 đến 2001, và là cựu ủy viên của Dàn nhạc Giao hưởng New Zealand.

## Đời tư
Finlayson đã tự mô tả mình là một "con cá kỳ lạ" vì ông là người đồng tính cũng như là người Công giáo. Ông không có bạn tình, và nói ông độc thân.
Ông là anh em họ xa với mẹ của cựu nghị sĩ đảng Lao động Annette King.